# Hatfield and the North
A Hatfield and the North egy experimentális, a canterburyi szcénához kapcsolódó rock zenét játszó együttes, amely 1972 októberétől 1975 júniusáig működött, valamint néhány alkalommal újra egyesült.

## Pályafutás
Az együttes a Delivery nevű alakulat 1972 közepén létezett felállásából ered, amely tartalmazta a gitáros Phil Millert (korábban Matching Mole), a billentyűs hangszereken játszó Steve Millert (Phil testvérét), Pip Pyle-t (egykor a Gong dobosa volt) és a basszista-énekes Richard Sinclairt a Caravánból.
A zenekar adott néhány koncertet az év júliusában és szeptemberében, de miután Steve Millert Dave Sinclair, a Matching Mole és a  Caravan korábbi muzsikusa váltotta, nevüket Hatfield and the North-ra változtatták. A Delivery-csapat összeállt még egy BBC-beli koncertre 1972 novemberében Steve Millerrel, Phil Millerrel, Lol Coxhill-lel, a basszusgitáros Roy Babbingtonnal, Pip Pyle-lal és az énekes Richard Sinclairrel. (Steve Miller később, 1973-ban és 1974-ben felvett néhány duó albumot Coxhill-lel).
Dave Sinclair 1973 januárjában vált ki, röviddel azután, hogy az együttes fellépett a francia TV „Rockenstock” című műsorában (Robert Wyatt volt a vendég énekes), őt gyorsan helyettesítették Dave Stewarttal, aki az Egget hagyta ott kedvükért. Csak ezt követően  vették fel első lemezüket.
Az együttes két albumot készített, a Hatfield and the North-ot és a The Rotters' Club-ot. A vokált mindkét albumon a The Northettes szolgáltatta: Amanda Parsons, Barbara Gaskin és Ann Rosenthal. Az 1974 őszi "Crisis Tour"-on, amelyen a Hatfield Kevin Coyne-nal felváltva volt az est fő előadója, az előzenekar Steve Miller és Lol Coxhill (korábban ugyancsak a Deliveryben működött) duója volt,  sőt Coxhill általában fellépett a Hatfielddel a "Mumps" előadásakor.
Az ezután bekövetkezett feloszlást követően  Dave Stewart megalakította a National Health-et  a Gilgamesh korábbi tagjával Alan Gowennel (Phil Miller ugyancsak tag volt az együttes teljes működési ideje alatt, míg Pyle 1977-ben csatlakozott). Richard Sinclair szintén részt vett néhány koncerten és egy BBC-beli előadáson. A Hatfield and the North és a Gilgamesh adott már néhány közös koncertet 1973 végén, beleértve pár „dupla kvartett” műsort, és ezek - bizonyos értelemben - a prototípusai voltak a majdani National Healthnek. Miller, Stewart, Pyle és Sinclair más projektekben is - különféle kombinációkban -  dolgozott együtt.
Az együttes neve a Londonból induló, északra vezető főút útjelző tábláiból származik. Az egymást követő táblákon a soron következő fontosabb települést, valamint azt az égtájat tüntették fel, amely felé az út irányult, így: „A1 Hatfield & the North”. Az 1970-es évek óta e táblák felirata kis mértékben módosult, azonban az égtáj és a település neve változatlanul megtalálható rajta.

## Újra-egyesülések és archív kiadványok
Az együttes 1990 márciusában hirtelen ismét összejött, hogy rögzítsen egy TV-show-t Phil Miller, Richard Sinclair és Pip Pyle részvételével, akikhez a billentyűs hangszereken játszó Sophia Domancich (Pyle  leendő barátnője és zenész-társa az Equip'Out-ban) csatlakozott.
2005 januárjában újabb egyesülés következett, ezúttal a billentyűs Alex Maguire volt (Pip Pyle Bash! nevű együtteséből), és így turnéztak 2005 és 2006 között (a fellépések közül a legemlékezetesebb egy rövid japán előadássorozat volt 2005 végén, valamint a  BajaProg és a NEARfest fesztiválok Észak-Amerikában.). Néhány európai előadás alkalmával - 2005 júniusában -  Mark Fletcher (Miller In Cahoots nevű együtteséből) erősítette a zenekart, mivel Pyle egy hát-operációból lábadozott és csak a koncertek egy részén játszott. Pyle 2006 augusztusában meghalt, miután hazautazott egy Groningen-beli Hatfield-koncertről. Pyle halála után a Hatfield még fellépett két korábban lekötött koncerten (a doboknál Mark Fletcher ült), beleértve a 2006 októberi Canterbury Festivált.
2005 - 2006 során az együttes kiadott két archív válogatást Hatwise Choice és Hattitude címmel, a klasszikus Miller/Pyle/Sinclair/Stewart felállásra emlékezve. Mindkét kiadvány BBC-felvételek, koncert-anyagok és bemutatkozó anyagok keveréke volt.
2007-ben a Cuneiform Records újra kiadott két albumot  Steve Millerrel és Lol Coxhill-lel, valamint bónusz anyagokkal, köztük egy 20 perces összeállítással, melyen a Hatfield and the North „prototípusa”, a Delivery játszotta a "God Song", "Bossa Nochance/Big Jobs" és a "Betty" című számokat.

## Diszkográfia
- Hatfield and the North (stúdió LP, Virgin 1974.; CD: Virgin 1990.)
- The Rotters' Club (stúdió LP, Virgin 1975.; CD: Virgin 1990.)
- Afters (Virgin, 1980.)
- Live 1990 (élő CD, Demon, 1993.)
- Hatwise Choice: Archive Recordings 1973-1975, Volume 1 (Hatco CD73-7501, 2005.)
- Hattitude: Archive Recordings 1973-1975, Volume 2 (Hatco CD73-7502, 2006.)

## Külső hivatkozások
- www.hatfieldandthenorth.co.uk
- www.richardsinclair.net Archiválva 2008. szeptember 22-i dátummal a Wayback Machine-ben
- Hatfield and the North (Calyx)
- The Hatfield & the North honlap (Andy Murkin)
- Hatfield & the North CD-sorozat (Burning Shed)
- PUNKCAST#997 Élő videó a Bowery Poetry Clubból, New York City, 2006. június 25.
- Pip Pyle hivatalos honlapja

## Fordítás
- Ez a szócikk részben vagy egészben  a   Hatfield and the North című angol Wikipédia-szócikk ezen változatának fordításán alapul.  Az eredeti cikk szerkesztőit annak laptörténete sorolja fel. Ez a jelzés csupán a megfogalmazás eredetét és a szerzői jogokat jelzi, nem szolgál a cikkben szereplő információk forrásmegjelöléseként.